# FC Estelí
El FC Esteli es un equipo de fútbol de Nicaragua que juega en la Segunda División de Nicaragua, y representa la ciudad de Estelí en dicha categoría, aspirando ascender a la Primera División

## Historia
Fue fundado en el año 2010 en la ciudad de Esteli, Nunca ha ascendido a la máxima categoría de fútbol de Nicaragua, ya que nunca ha sido campeón en la Segunda División, donde juegan desde el año 2012.

## Palmarés
•Tercera División de Nicaragua 2011-2012

## Plantel 2016-2017
```
Porteros
```

| Cleyler Martínez
| Pablo Hernández
| Óscar Hokings
Defensas
| Wilder Acuña
| Jocksan Jirón 
| Jaime Blandón
| Jose Rodolfo Castillo 
| Juan Francisco González 
| Miguel Ángel Pineda 
| Tony Medrano 
| Armando Urbina 
Medios
| Lenin González 
| Jordan Acuña 
| Roldan Rivera 
| Darwin Leiva
| Deyvin Molina 
| Jasser Uriarte 
| Irvin Cuernavaca 
| Jorge Jirón
| Anyel García 
Delanteros
| Elder Hernández 
| Joel Galo 
| Juan José Montoya 
| Francisco Álvarez 
| Ariec Saldívar
- Datos: Q30914880